# Токуґава Наріакі
Токуґа́ва Наріа́кі (яп. 徳川斉昭, とくがわなりあき; 4 квітня 1800 — 29 вересня 1860) — японський політичний і державний діяч періоду Едо. 9-й володар Міто-хану. Батько Токуґави Йосінобу, останнього сьоґуна сьоґунату Токуґава. Один із лідерів антиурядового й антиіноземного руху «Шануймо Імператора, виженемо варварів!». Псевдоніми — Кейдзан  і Сінрюкаку. Посмертне ім'я — Рекко (烈公, «Палаючий князь»).

## Короткі відомості
Токуґава Наріакі народився 4 квітня 1800 в місті Едо, в самурайській родині. Його батько Токуґава Харутосі був володарем Міто-хану й родичем сьоґунів Токуґава. Хлопець навчався у Аїдзави Сейсісая і змелечку проявив здібності до природничих і гуманітарних наук.
1829 року, після смерті старшого брата, Токуґави Норінобу, Наріакі став володарем Міто-хану. В зайнятті цієї посади йому допомагали реформатори на чолі з Фудзітою Токо. Наріакі підвищив на посадах Фудзіту та вчителя Аїдзаву і розпочав масштабні реформи власних володінь у сфері берегової охорони, освіти та економіки. Зокрема, він розвинув ливарництво і заходився виробляти власну артилерію, відправив до Хоккайдо експедицію для освоєння острова, упорядкував земельний кадастр, збалансував ханський бюджет і наповнив ханську скарбницю. Крім цього, для виховання молодих самураїв патріотичному дусі Наріакі заснував академію Кодокан, в якій виклалися науки з позицій філософії кокуґаку.
Сьоґунат негативно сприйняв ці реформи, побоюючись військового і економічного посилення Міто-хану. 1844 року японський уряд відсторонив Наріакі від виконання державних справ і передав головування в хані його сину Токуґаві Йосіацу. Реформатори на чолі з Такедою Коунсаєм неодноразово зверталися в Едо з проханням скасувати цей наказ, але безуспішно. Коли ж 1845 року на чолі сьоґунатського уряду став Абе Масахіро, Наріакі залучили до урядових нарад, а з 1849 року допустили до участі в управлінні рідним Міто-ханом.
1853 року, під час візиту ескадри США під проводом Меттью Перрі, Наріакі був одним із членів всеяпонських зборів, які вирішували питання укладання японсько-американського договору. Політик наполягав на дотриманні курсу ізоляції, але його думка не була почута і договір з США підписали.
1857 року, у зв'язку зі смертю Абе, Наоіакі перестали запрошувати на урядові наради. 1858 року головою уряду став Ії Наосуке, який без дозволу Імператора уклав договір про японсько-американську торгівлю, а також домігся призначення 14-м сьоґуном Токуґави Йосітомі, замість Токуґави Йосінобу, що був сином Наріакі. Така свавільна політика викликала нарікання Наріакі та його прихильників. Коли він зі своїми синами Йосінобу та володамем Оварі-хану Йосікацу раптово з'явився до Едоського замку і став критикувати голову уряду, їх арештували. Наступного року в ході репресій Ансей Наріакі відправили в Міто, під довічний домашній арешт.
Токуґава Наріакі помер у себе на батьківщині 29 вересня 1860 року.